# Gordon Moakes

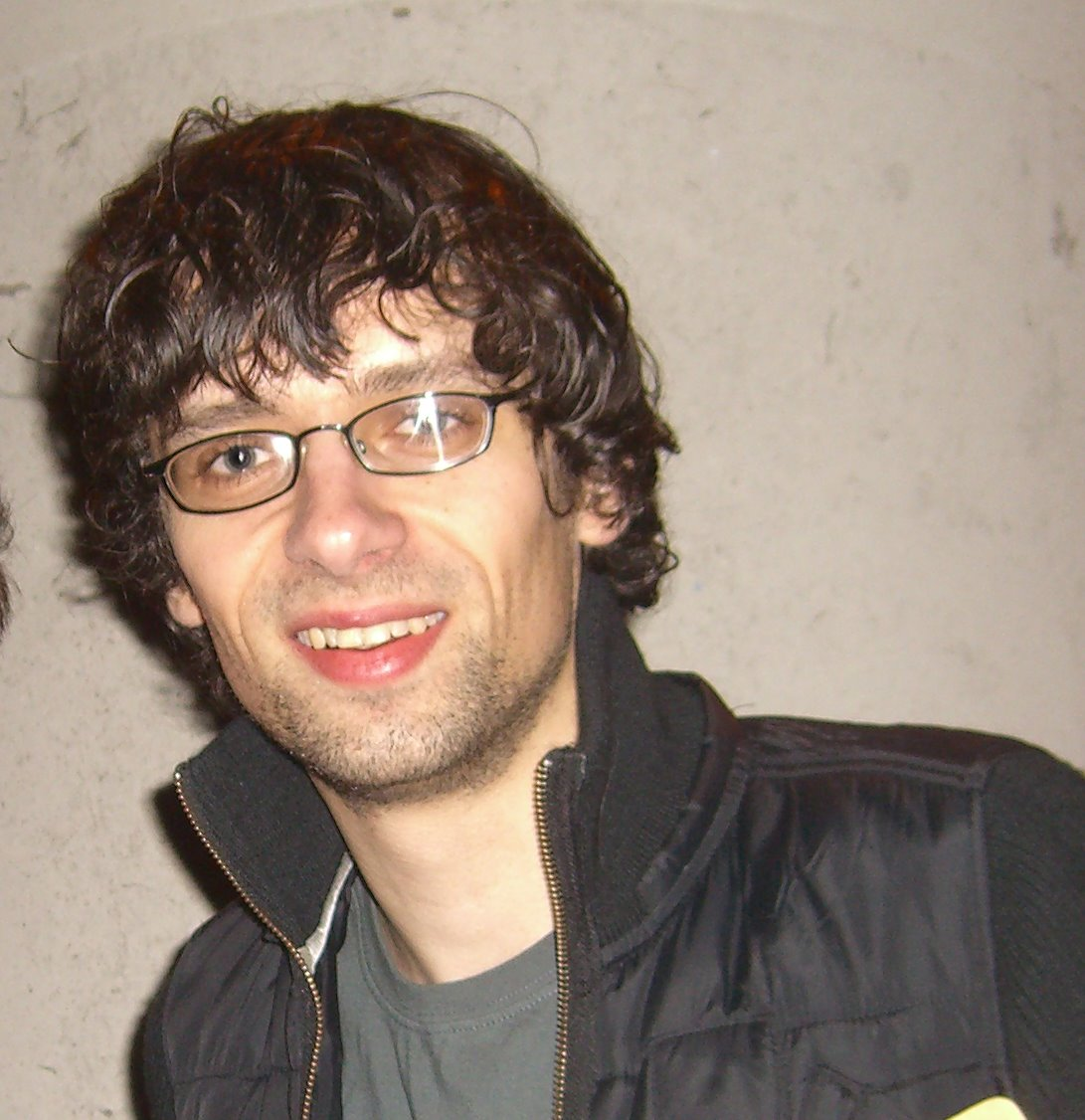
Gordon Moakes

Gordon Moakes, född 22 juni 1976, är en brittisk musiker, känd som basist i det engelska indierockbandet Bloc Party. Han sjunger även på många av bandets låtar tillsammans med trummisen Matt Tong och sångaren/gitarristen Kele Okereke. Gordon (eller Gordy, som de flesta av Bloc Partys fans gillar att kalla honom) blev medlem i bandet efter att ha svarat på en annons från Kele Okereke och Russell Lissack där de sökte en basist. Tillsammans bildade de tre först kärnan av vad som kom att bli Bloc Party. I bandets tidigare dagar skötte Gordon deras hemsida.